# Partille
Partille est une localité de la commune de Partille, dont elle est le chef-lieu, dans le comté de Västra Götaland en Suède.
Sa population était de 29444 habitants en 2010.